# Ischys (Sohn des Elatos)
Ischys (altgriechisch Ἴσχυς Íschys a), ein Sohn des arkadischen Herrschers Elatos, ist eine Gestalt der griechischen Mythologie. Auf Grund seiner Abstammung und geographischen Verortung gehört er zum sagenhaften Volksstamm der Lapithen.
Er beging den Fehler, sich mit Koronis – der Tochter des Phlegyas – abzugeben. Sie war nämlich bereits von Apollon schwanger, und der Gott nahm jene Treulosigkeit übel (wenngleich Hesiod berichtet, Ischys sei mit Koronis vermählt gewesen). Jedenfalls musste das Paar sterben; je nach Version von Apollons eigener Hand, oder durch seine Schwester Artemis. Im letzten Moment rettete der musische Olympier noch sein Kind aus dem Bauch der Getöteten: den späteren Heilgott Asklepios.